# Локална самоуправа
Локална самоуправа је аутономни систем управљања локалним заједницама, конституисаним на ужим деловима државне територије. Она је истовремено оригинерна и основна организација власти. Развијеност локалне самоуправе је и један од услова демократије и правне државе. Како је самоуправа локалним заједницама право грађана обично гарантовано уставом, за државу оно значи обавезу да створи услове за континуирано функционисање локалне заједнице као целине.
По дефиницији, локална самоуправа је право и способност грађана да доносе одлуке и управљају значајним делом јавних послова у локалним заједницама. Ово право се остварује непосредно од стране грађана или посредно, преко изабраних представника бираних на слободним, тајним, једнаким, општим изборима на локалном нивоу. То је право грађана на ограничење власти државе.
Синоними који се користе уз појам локалне самоуправе су локална власт, локална управа, локална аутономија, итд.
Централизација је процес концентрисања овлашћење управљања и одлучивања у једном центру у држави. У политичком смислу, односи се на концентрацију политичке власти на територији државе у највишој власти, а у административном смислу, на концентрацију власти управљања јавним пословима у државној управи.
Децентрализација означава пренос овлашћења одлучивања и управљања са централног на локални ниво. Она може бити функционална, када се преносе послови са државних органа на јавне службе или установе које не чине део територијалне организације. Постоји и територијална када се територијалним колективитетима преноси овлашћење самосталног одлучивања о јавним пословима. Ова децентрализација се назива и политичка и она заправо означава локалну самоуправу.
Јединица локалне самоуправе јесте територијална јединица у оквиру које се врши право на локалну самоуправу. То је територијално подручје мање од државе и образовано у складу са законом којим се уређује територијална организација државе.

## Настанак
Прве форме локалне самоуправе могу се препознати у Европи XV и XVI века у виду комуна, средњовековних градова којима су краљ или феудалци путем повеља и статута давали статус слободних градова. Ипак, отаџбином локалне самоуправе, онакве каквом је данас познајемо, сматра се Енглеска која је прва имала оригинерне и самосталне облике управљања на ужим територијама.
Колико је значај локалне самоуправе велики, сведочи усвајање Европске повеље о локалној самоуправи из 1985. године од стране Европског савета која јамчи основе тзв. локалне демократије, разрађујући најважније елементе статуса локалне самоуправе. Тако, локалну самоуправу одликује неколико карактеристика: изворна надлежност, одлучивање непосредно или путем представништва, финансијска средства, самосталност осликана и кроз право на удруживање локалних заједница у савезе и заштита права на локалну самоуправу.

## Историја
Историја локалне самоуправе, односно локалног живота у Западној Европи и Великој Британији је започела много пре настанка модерне државе између 15. и 17. века. Локална самоуправа се развијала у оквиру сучељавања два супротстављена историјска процеса – централизације и децентрализације, који су се у историји смењивали. 
Средњи век карактерише слаба централна власт, територијална расцепканост и раширеност власти феудалаца и различитих аутономних творевина којима је такав статус додељен повељама и статутима краљева и феудалаца. 
Од 9-13. века подигнут је велики број велик број замкова (Бург) који су постали језгра каснијег развоја градова. Међу њима су се развијале старе установе локалне самоуправе – слободни градови, општине и сеоска самоуправа.
Период од 11. до 14. века карактерише убрзан пораст становништва и развој средњевековне урбанизације, чији су носиоци били трговци и привредници. Градови су се развијали на основу економске делатности и били седишта политичке власти и центри културе. У том периоду се јављају трговачка и предузетничка насеља уз бискупске градове или замкове – подграђа, слободни краљевски градови (у Енглеској Бороу, у Шкотској Бург), градови - комуне или градови – републике са одређеним степеном самосталности (Милано, Фиренца, Бриж).
Све до 18. века, контрола централне власти је била ограничена, са изузетком Француске и Пруске, у којима су локалне власти биле под контролом централног нивоа. Многе германске државе су заправо били градови.
У Енглеској се модерна држава и локална самоуправа другачије развијала него у континенталној Европи. У Енглеској стварање локалне власти  није било праћено централизацијом, већ напротив, установе локалне самоуправе су очуване – парохије и градови као аутентичне са великим надлежностима. Оне су настале из својих зачетака, спонтано као самоуправне јединице. 
У том смислу, енглеска ЛС је изворна, а ЛС у континенталној  Европи је подарена од стране државе. 
У периоду од 15. до 18. века услед централизације државне власти, јачања националних интереса и стварања европских апсолутистичких монархија, градови постепено губе своје слободе и права на аутономију, све мање је нових градова сем у прекоморским новооткривеним земљама. Углавном се јачају градови-престонице и градови – луке који се шире и повећавају број становника што доводи до неравномерног развоја. 
Од 19. века јављају се критике на рачун централизације, нарочито француског и пруског модела.

## Типови локалне самоуправе
У свету постоји више облика организовања локалне самоуправе. Док је у Енглеској уобличена актима парламента и повељама, локална самоуправа формирана је у виду округа, срезова и парохија, у САД, локална самоуправа регулисана је у оквиру устава и закона федералних јединица, стога у САД постоји више различитих система локалне самоуправе: модел мер-савет, менаџерски и комисијски модел, као и посебан модел у варошима Нове Енглеске. С друге стране, Француска познаје општине, департмане и регионе, с тим што и градске и сеоске општине третира на исти начин (тзв. монотипне општине). Локална самоуправа може бити организована као једностепена као у Швајцарској, двостепена попут оних у САД, или тростепена односно као вишестепена у Енглеској или Француској. 
Степен учешћа грађана у управљању локалном заједницом такође са разликује од земље до земље (непосредно у САД, у облику кабинетске владе у Француској итд.).
Локална самоуправа се формира према критеријумима који се углавном тичу хомогености, привредних капацитета локалне заједнице и гравитирања одређеним институцијама од виталне важности за њено функционисање. Још један од услова њеног опстанка јесу финансијска средства која црпи из изворних прихода али и из државног буџета, с обзиром да поред изворних послова од непосредног интереса за њене чланове, извршава и послове поверене законом.
Према типовима јединица у оквиру истог степена:
Монотипска у којима су јединице локалних самоуправа истог степена законом устројене на исти начин и имају исте надлежности, без обзира на њихове разлике (општине у Србији),Политипска – када се јединицама локалних самоуправа оставља избор начина организовања (Велика Британија – могућност да изаберу један од три типа извршних органа)  или да се омогући успостављање различитих типова ЈЛС истог степена (Немачка – општине се могу образовати као велики градови, обични градови, самосталне општине и општине повезане у управне заједнице).
Према обиму учешћу грађана у вршењу јавних послова на локалном нивоу:
Непосредна – тамо где грађани у великој мери непосредно учествују у доношењу одлука о пословима из надлежности ЛС (очувани у енглеским парохијама, општинама Швајцарске),
Посредна, представничка – систем заснован на посредном одлучивању грађана, преко изабраних представника у скупштинама и извршним органима, преко комитета или комисија или индивидуалног органа. 
Најчешће се у пракси среће мешовити систем у којем за нека питања одлучују грађани непосредно, а у осталим питањима посредно.
Према степену зависности од државе и њених органа:
Независна - који су независни у основи – Енглеска, 
Зависна – подређена државним органима (Француска).

## Локална самоуправа у Србији
Порекло локалне самоуправе у Србији датира још од времена турске управе. Сеоска самоуправа је била претеча општинске и постојала је у средњем веку. Село је било основна јединица, а више села је чинило кнежину. 
У 18. веку су самоуправне установе ојачале и представљале народ пред турским властима. До 19. века у кнежинама и селима није било турских органа, па су кнежински и сеоски кнез били једина власт бирани од стране народа и потврђивани од турских власти. Имали су извршну власт, власт суђења и кажњавања. О важнијим питањима унутар кнежине или села решавано је на сеоском збору, а најважнија питања на скупштинама свих сеоских кнезова и кметова једне кнежине. 
Избијањем Првог српског устанка, самоуправне власти су биле трансформисане у власти над ужим територијалним јединицама које постоје уз централне органе и деле са њима функције. 
У току Првог и Другог српског устанка, самоуправне установе су биле подређене власти врховног кнеза и претворене у извршне органе. Кнежине су 1830. године преименоване у капетаније. Устав из 1835. године први пут помиње и утврђује општине као територијалне јединице, а уводи и појам срезова који су заменили кнежине. Темељи новог система ЛС постављени су Законом о устројству општина од 1839. као првим законским актом о општинама у Србији. Он је разликовао сеоске и градске општине које су имале шири круг послова и биле подређене контроли среских и окружних начелника. Од 1841. Београдска општина почиње да се развија као посебна јединица - варош Београд. Пуно подређивање општине централним властима довршава се Законом о устројству општина и општинских власти који је био предмет великих критика које су напокон успеле да у Уставу од 1888. и Закону о општинама од 1889. устоличе напредније уређење ЛС. Устав уводи самоуправне органе у округу и срезу,а локална самоуправа се дели на окружну, среску и општинску. Збор грађана је бирао органе, надзор централне власти ограничен, а имали су своју имовину, порезе и приходе. Општине су имале самосталне и поверене послове. У то време ово је било једно од најбољих уређења у Европи. Следећим законима је ограничавана самосталност.
У Краљевини Југославији систем локалних самоуправа је био централизован, али је она очувала основна својства, општине су биле сеоске и градске и биле уређене посебним законима, а срезови и области као виши нивои ЛС, били под јачим утицајем централне власти.
У периоду од Другог светског рата до 1990. године, формирао се локални систем државно-самоуправних или комуналних власти. Комунални систем почивао је на општини као територијално-политичкој заједници у којој се остварује самоуправљање. Једно време су постојали и градови и градске општине, затим срезови, па међуопштинске регионалне заједнице. Ипак укинута је политипска структура, дошло је до укрупњавања општина и 1967. се укидају срезови у Централној Србији.  Иако је општина имала широку улогу и сложену организацију, она је ипак била само испостава државе и партије, под контролом централних органа. 
Слабљење центра од 70-их година прошлог века омогућило је да дезинтеграцију на свим нивоима власти, те је дошло до “феудализације” система где су локални партијски моћници имали пуну моћ без надзора центра.
1990. Уставом Републике Србије враћен је појам локална самоуправа, а Уставом СРЈ из 1992. загарантовано је право на локалну самоуправу, с тим што је републикама остављено да самостално уреде законима остваривање права. Ипак, тај устав је подржавио целокупну имовину коју су користиле општине и градови, које су остале без својинских права. 
Централна власт је самостално одлучивала о финансирању јединица локалне самоуправе што је довело до њиховог економског пропадања. Услед распада СФРЈ, одвијала се снажна централизација, а власт се концентрисала у малом кругу доносиоца одлука.
Након 2000. године долази до реафирмације процеса демократизације друштва и развоја локалних самоуправа. Од тада траје процес реформе система локалне самоуправе и истицање захтева за децентрализацијом власти. Стратегије реформе државне управе су посебно инсистирале на овом принципу. Донет је Закон о локалној самоуправи 2002. године који је потпуније уредио питање круга изворних послова, увео непосредан избор председника, боље уредио непосредно учешће грађана, обезбедио бољу правну заштиту. Исте године донет је Закон о локалним изборима који је увео пропорционални изборни систем. 
Устав Републике Србије из 2006. године је следио новине, он јемчи право грађана на локану самоуправу и утврђује да је државна власт ограничена, такође јемчи својину ЈЛС над њиховом имовином, с тим што је напустио непосредан избор председника општине. 
Закон о локалној самоуправи из 2007. је усмерен на процес децентрализације и демократије, уводи нових 19 градова, промене у статусу градских општина, промене у начину избора и положају извршних органа , побољшања решења о непосредном учешћу грађана и месној самоуправи, као и решења о односима локалне самоуправе са централним органима. 
Законом о финансирању локалне самоуправе 2007.године је успостављен по први пут предвидљив и транспарентан систем финансирања јединица локалне самоуправе, а Законом о јавној својини пуна својинска права враћена ЈЛС.
Ратификацијом Европске повеље о локалној самоуправи 2007. године, Република Србија се обавезала на поштовање њених принципа. Измене Закона о локалној самоуправи из 2018. године, доноси нове одредбе које се односе на: учешће јавности у раду локалне самоуправе; проширивање делокруга општинског већа; уређивање, функционисање и надзор месне самоуправе – месних заједница; и остваривање међуопштинске сарадње.

#### Систем и положај локалне самоуправе према Уставу и закону
У Србији, јединице локалне самоуправе су општине, градови и град Београд, како пише у Уставу Републике Србије из 2006. године који 
одређује положај јединица локалне самоуправе, надлежност општина, правне акте које доноси, органе, надзор над њеним радом и заштиту. Закон о локалној самоуправи разрађује ове категорије, тако и обавезу Републике односно територијалне аутономије да обезбеде средства јединици локалне самоуправе када извршава права и дужности из круга поверених послова. Такође, Законом о министарствима из 2007. године предвиђа се формирање Агенције за развој инфраструктуре локалне самоуправе као стручне службе Владе Републике Србије чији је циљ равномерно подстицање развоја и унапређење инфраструктуре локалне самоуправе повезивањем финансијских организација, представника надлежних органа других земаља, градова и општина и одређивањем тзв. приоритетних инвестиционих пројеката.
```
Систем локалне самоуправе по Уставу Републике Србије је једностепен, са монотипским моделом општине.
```

Устав Републике Србије 2006. јемчи право грађана на локалну самоуправу и утврђује да је тим правом државна власт ограничена, те да право грађана на локалну самоуправу подлеже само оцени уставности и законитости. Устав такође прокламује да грађани имају право на локалну самоуправу, које остварују непосредно или преко својих слободно изабраних представника.
Закон о локалној самоуправи одређује садржину права на локалну самоуправу као право грађана да управљају јавним пословима од непосредног, заједничког и општег интереса за локално становништво и да они то право врше непосредно и преко слободно изабраних представника у органима јединица локалне самоуправе, а ти органи, у границама закона, уређују послове и управљају пословима који су у њиховој надлежности и од интереса за локално становништво (члан 2);
Устав одређује да се подручја и седишта јединица локалних самоуправа одређују законом, а да је за оснивање укидање и промену територије потребан референдум. 
Закон о територијалној организацији уређује подручја и седишта, процедуре оснивања, спајања и укидања.
Општина је основна територијална јединица у којој се остварује локална самоуправа, која је способна да преко својих органа самостално врши сва права и дужности из својих надлежности и која има минимум 10.000 становника. Изузетно се може основати и општина са мањим бројем становника, из разлога економске, географске или историјске природе.
Град је територијална јединица утврђена законом која представља економски, административни, географски и културни центар ширег подручја и има више од 100.000 становника. Изузетно може се основати град и са мањим бројем становника.
Град Београд је посебна територијална јединица као главни град и административни центар. Положај, надлежности и органи града Београда су уређени  Законом о главном граду.
У Србији има 145 јединица локалних самоуправа(без територије АП Косово и Метохија) и то 117 општина, 28 градова.
Градске општине су посебне јединице у оквиру града које он оснива на основу закона, с тим што се статутом града одређује које послове обавља град, а које градска општина. Оне нису јединице локалних самоуправа, већ јединице града којима он утврђује и преноси послове из своје надлежности. У Србији има 25 градских општина. 
Просечна јединица локалне самоуправе има између 45.000 и 50.000 становника и међу највећим је у Европи. Приметне су велике разлике у величини, економској снази и другим карактеристикама општина.
Локални изборни систем је уређен Законом о локалним изборима. Он је пропорционалан за локалне  скупштине. Цела општина чини једну изборну јединицу, бирачи гласају за листе листе кандидата из политичких партија, коалиција или група грађана. 30 посто кандидата мора бити из редова мање заступљеног пола.  Мандати се додељују по Д’Онтовом систему тј. по редоследу на листи, а председника општине и чланове општинског већа бира скупштина (посредни избор извршних органа).
на листи, а председника општине и чланове општинског већа бира скупштина (посредни избор извршних органа).

#### Послови локалне самоуправе
Изворни послови
Према Закону, уређивање и управљање јавним пословима од непосредног, заједничког и општег интереса за локално становништво, представља основну функцију општина и градова. Она се остварује само кроз изворне надлежности ЈЛС.  Надлежности општина у њиховом изворном делокругу утврђене су Уставом (члан 190 Архивирано на веб-сајту  (27. јун 2019)) и потом конкретизоване и проширене у 39 тачака члана 20. ЗЛС и статутом. Оне су обавезни делокруг локалне самоуправе.
Примери изворних послова општина:
1. доноси свој статут, буџет и завршни рачун, просторни и урбанистички план и програм развоја општине, као и стратешке планове и програме локалног економског развоја;
2. уређује и обезбеђује обављање и развој комуналних делатности, локални превоз, коришћење грађевинског земљишта и пословног простор;
3. стара се о изградњи, реконструкцији, одржавању и коришћењу локалних путева и улица и других јавних објеката од општинског значаја;
4. стара се о задовољавању потреба грађана у области просвете (предшколско васпитање и образовање и основно и средње образовање и васпитање), научноистраживачке и иновационе делатности, културе, здравствене и социјалне заштите, дечије заштите, спорта и физичке културе;
5. обезбеђује остваривање посебних потреба особа са инвалидитетом и заштиту права осетљивих група;
6. стара се о развоју и унапређењу туризма, занатства, угоститељства и трговине;
7. доноси и реализује програме за подстицање локалног економског развоја, предузима активности за одржавање постојећих и привлачење нових инвестиција и унапређује опште услове пословања;
8. стара се о заштити животне средине, заштити од елементарних и других непогода, заштити културних добара од значаја за општину;
9. стара се о заштити, унапређењу и коришћењу пољопривредног земљишта и спроводи политику руралног развоја;
10. стара се о остваривању, заштити и унапређењу људских и мањинских права, родној равноправности, као и о јавном информисању у општини;
11. образује и уређује организацију и рад органа, организација и служби за потребе општине, организује службу правне помоћи грађанима и уређује организацију и рад мировних већа;
12. утврђује симболе општине и њихову употребу;
13. управља општинском имовином и утврђује стопе изворних прихода, као и висину локалних такси;
14. прописује прекршаје за повреде општинских прописа;
15. обавља и друге послове од локалног значаја одређене законом (нпр. у областима одбране, заштите и спасавања, заштите од пожара, омладинске политике, зоохигијене и др.), као и послове од непосредног интереса за грађане, у складу са Уставом, законом и статутом.
Поверени послови
Општине обављају и поверене послове државне управе тј. аутономне покрајине, који им се поверавају посебним законима о уређењу појединих области (тзв. секторски закони), уз обезбеђење средстава за њихово вршење од стране Републике/Аутономне покрајине, која врши пуну контролу над њиховим вршењем.
Примери: вођење матичних књига и бирачких спискова, инспекцијски послови слове инспекцијског надзора из области, просвете, здравства, заштите животне средине, рударства, промета робе и услуга, пољопривреде, водопривреде и шумарства и друге инспекцијске послове у складу са законом.
Градови имају идентичне надлежности као општине, с тим што имају једну додатну надлежност – образовање комуналне полиције. 
Град Београд, поред надлежности општина и градова, има и послове поверене Законом о главном граду (то су одређени послови у областима водопривреде, државних путева, заштите од пожара и медија).

### Структура органа и служби јединице локалне самоуправе
Јединице локалне самоуправе у складу са Уставом и законом, самостално прописују уређење и надлежност својих органа и јавних служби.
Скупштина је највиши орган који чине одборници. Одборници су бирани од стране грађана, непосредно, на 4 године. У надлежности скупштине је доношење статута и других општих аката, усвајање буџета и завршног рачуна, доношење плана развоја, просторног плана, расписивање референдума. Она бира председника општине и чланове већа. У скупштини националне мањине морају бити сразмерно заступљене, уколико је национално мешовита општина у питању. Број одборника се креће од 19-75 у општина, а до 90 у градовима. Скупштина града Београд има 110 одборника. Скупштина може оснивати радна тела ради разматрања појединих питања, давања мишљења о предлозима прописа и обављање других послова. Циљ им је да олакшају рад скупштине, могу бити стална (савет за међунационалне односе) и повремена. 
Председник општине је извршни орган којег бира скупштина, из реда одборника, на период од четири године. Избором на функцију престаје му мандат одборника у скупштини општине, а налази се на сталном раду у општини. Он у оквиру свог мандата, представља и заступа општину; предлаже начин решавања питања о којима одлучује скупштина; наредбодавац је за извршење буџета; усмерава и усклађује рад општинске управе;  доноси појединачне акте за које је овлашћен законом, статутом или одлуком скупштине; предлаже скупштини избор чланова општинског већа, представља то веће, сазива и води његове седнице, одговара за законитост његовог рада и обуставља од примене његове одлуке за које сматра да нису сагласне закон предлаже скупштини кандидата за свог заменика; поставља и разрешава своје помоћнике за поједине области, који се налазе у општинској управи и који морају бити предвиђени статутом општине; извештава редовно скупштину, о извршавању њених одлука и других аката.
Општинско веће је други извршни орган општине, колегијално тело, којим председава председник општине,а бира га скупштина из реда одборника. Има 11 чланова, градско веће 13. 
Најважнији послови које обавља су: предлаже статут, буџет и друге одлуке и акте које доноси скупштина; непосредно извршава и стара се о извршавању одлука и других аката скупштине општине, о чему извештава скупштину општине; доноси одлуку о привременом финансирању у случају да скупштина не донесе буџет пре почетка фискалне године; врши надзор над радом општинске управе, поништава или укида акте општинске управе који нису у сагласности са законом, статутом и другим општим актом или одлуком коју доноси скупштина општине, и предлаже скупштини акт о организацији општинске управе; решава у управном поступку у другом степену о правима, дужностима и правним интересима грађана, предузећа, установа и других организација у управним стварима из изворног делокруга општине; стара се о извршавању поверених надлежности из оквира права и дужности Републике и покрајине; поставља и разрешава начелника општинске управе, односно начелнике управа за поједине области; решава сукоб надлежности између општинске управе и предузећа, организација и установа које на основу одлуке скупштине општине одлучују о појединим правима грађана, правних лица или других странака (тј. у пословима које општина поверава наведеним субјектима), као и између општинских управа за поједине области; решава о изузећу начелника општинске управе;
Општинска управа је стручна служба и носилац управне функције из оквира права и дужности општине. Скупштина општине уређује организацију општинске управе и врши контролу над њеним радом. Председник општине усмерава и усклађује рад општинске управе, а општинско веће поставља начелника општинске управе и врши контролно-надзорну функцију над општинском управом као и решава у другостепеном поступку. Начелник општинске управе  руководи радом управе, одговара за свој рад и рад управе скупштини општине и општинском већу. Најважнији послови општинске управе су: извршава одлуке и друге акте скупштине општине, председника општине и општинског већа, решава у управном поступку у првом степену о правима, дужностима и правним интересима грађана, предузећа, установа и других организација у управним стварима из изворног делокруга општине; обавља послове управног надзора над извршавањем прописа и других општих аката скупштине општине и у томе врши посебна овлашћења утврђена чланом 60. ЗЛС; извршава законе и друге прописе чије је извршавање поверено општини из оквира права и дужности Републике и територијалне аутономије; припрема нацрте прописа и других аката које доноси скупштина општине, председник општине и општинско веће.
Закон о локалној самоуправи одређује организацију општинске управе тако да се у општинама с мање од 50.000 становника општинска управа образује као јединствени орган, док се у онима са више од 50.000 становника могу образовати и општинске управе за поједине области. Општинском управом, као јединственом службом, руководи начелник, а на тај положај може бити постављено лице које има завршен правни факултет, положен испит за рад у органима државне управе и најмање пет година радног искуства у струци. Уколико се општинска управа организује у више управа, сваком од тих управа руководи начелник. Начелнике поставља општинско веће, на основу јавног конкурса, на период од пет година.

### Финансирање и имовина ЈЛС
Устав одређује да се послови свих нивоа власти финансирају из пореза и других прихода, као и средстава задуживања. Дакле, сваком припадају одређене врсте пореза и прихода као изворни, а јединице локалне самоуправе финансирају своје поверене послове из буџета Републике Србије. Приходи и расходи свих нивоа власти су приказани у њиховим буџетима за одређени временски период, обично годину дана, а контролу извршења врши Државна ревизорска институција. 
Правила за припрему, доношење, извршење, извештавање, контролу и ревизију буџета јединица локалне самоуправе уређена су Законом о буџетском систему.

#### Буџетски календар
Припрема и доношење буџета одвија се у складу са буџетским календаром који за локалне власти подразумева следеће рокове (последњи дан) и радње: 
- 1. јун - Министар надлежан за финансије доставља Влади предлог Фискалне стратегије на усвајање.
- 15. јун - Влада усваја Фискалну стратегију и доставља је Народној скупштини на разматрање, као и локалној власти.
- 30. јун  - Народна скупштина доставља Влади коментаре и препоруке у вези са Фискалном стратегијом.
- 1. јул – Министар доставља упутство за припрему нацрта буџета Републике Србије.
- 2. јул – Министар доставља упутство за припрему одлуке о буџету локалној власти, као и Фискалну стратегију организацијама за обавезно социјално осигурање.
- 1. август – Локални орган управе надлежан за финансије доставља упутство за припрему нацрта буџета локалне власти.
- 2. септембар – Директни корисници средстава буџета локалне власти достављају предлог финансијског плана локалном органу управе надлежном за финансије за буџетску и наредне две фискалне године.
- 3. октобар – Локални орган управе надлежан за финансије доставља нацрт одлуке о буџету надлежном извршном органу локалне власти.
- 4. новембар – Надлежни извршни орган локалне власти доставља предлог одлуке о буџету скупштини локалне власти.
- 5. децембар – Скупштина локалне власти доноси одлуку о буџету локалне власти.
- 6. децембар – Локални орган управе надлежан за финансије доставља министру одлуку о буџету локалне власти.

Наведени рокови су оквирни, а иначе су дефинисани у буџетском календару. Уколико скупштина не донесе буџет у овом року, то је један од разлога за распуштања. Скупштина доноси одлуку о буџету и објављује у “Службеном гласнику Републике Србије“. Доносе се за период од једне фискалне године, која се поклапа са календарском годином (1. јануар − 31. децембар), а могу се доносити и за период од три фискалне године. Ако скупштина не донесе буџет пре почетка фискалне године, прелази се на привремено финансирање које може да траје најдуже у прва три месеца.
Систем финансирања локалне самоуправе у Србији регулисан је и Законом о финансирању локалне самоуправе. Овим законом се уређује обезбеђивање средстава општинама, градовима и граду Београду за обављање изворних и поверених послова. Закон уређује примања, тј. приходе и друга примања јединица локалне самоуправе и обезбеђивање правилности, ефикасности и отворености система финансирања локалне самоуправе.
Систем финансирања изворних и поверених послова јединица локалне самоуправе обухвата:
1. Изворне јавне приходе – они чију стопу, начин и мерила за висину одређује јединица локалне самоуправе - порез на имовину, накнаде и комуналне таксе, новчане казне, приходи од камата, приходи од донација, приходи од самодоприноса, приходи од давања у закуп.
2. Уступљене јавне приходе – висину одређује Република, то су републички приходи који се у целини или делимично уступају општинама и градовима на чијој територији  су остварени - већи део пореза на зараде, порез на пренос апсолутних права.
3. Трансферна средства из буџета Републике и АП – висину одређује република или АП, а могу бити ненаменски (збир трансфера за уједначавање, општег, компензационог и трансфера солидарности) и наменски који се користи за финансирање одређених функција и издатака (функционални трансфер и наменски трансфер у ужем смислу).
4. Јавно задуживање – Одлуку о задуживању локалне власти доноси надлежни орган локалне власти, по претходно прибављеном мишљењу Министарства. Јединица локалне самоуправе се може задуживати у сврху финансирања текуће ликвидности. Укупан износ задуживања не сме прећи 5% укупно остварених прихода. Локалне власти не могу се дугорочно задуживати, осим у делу задуживања ради финансирања или рефинансирања капиталних инвестиционих расхода предвиђених у буџету локалне власти. Износ неизмиреног дугорочног задужења за капиталне инвестиционе расходе из става 1. овог члана не може бити већи од 50% укупно остварених текућих прихода буџета локалне власти у претходној години. – облици узимањем кредита или емитовањем дугорочних хартија од вредности (муниципалних обвезница).

#### Основни трошкови локалног буџета
1. Плате – запослених у управи, предшколском образовању, установама културе;
2. Социјалне услуге – сви трошкови предшколског образовања, материјални трошкови основних школа, подршка социјално угроженим грађанима, култура, спорт;
3. Локална комунална и друга инфраструктура – путеви, улице, зграде, паркови, депоније, водоводи, отпадне воде, грејање;
4. Комуналне делатности – јавни простори, зоохигијена, чистоћа, одржавање гробаља, субвенције за поједине комуналне делатности, противпожарну заштиту;
5. Издатке за рад општинских органа и служби (тј. за плате, накнаде, доприносе, трошкове, порезе, опрему, одржавање зграда и друго);
6. Издатке за основно и средње образовање, културу, предшколско образовање, информисање, фондове за грађевинско земљиште, стамбену изградњу, стипендирање ученика и друго;
7. Издатке за рад јавних предузећа и месних заједница;
8. Дотације непрофитним организацијама и удружењима грађана и слично;
9. Издатке за плаћање камата, субвенције;
10. Буџетске трансфере другим нивоима власти;
11. Социјалне трансфере;
12. Издатке за набавку финансијских средстава, отплату главнице дуга и слично.

#### Имовина локалне самоуправе
Устав Републике Србије јемчи својину јединицама локалне самоуправе над њиховом имовином, а имовина у њиховој својини, начин њеног коришћења и располагања уређују се Законом о јавној својини. Сходно Закону, јавну својину чини право својине Републике Србије - државна својина, право својине аутономне покрајине - покрајинска својина и право својине јединице локалне самоуправе - општинска, односно градска својина. У јавној својини су природна богатства, добра од општег интереса и добра у општој употреби, за која је законом утврђено да су у јавној својини, ствари које користе органи и организације Републике Србије, аутономне покрајине и јединице локалне самоуправе, установе, јавне агенције и друге организације чији је оснивач Република Србија, аутономна покрајина и јединица локалне самоуправе и друге ствари које су, у складу са законом, у јавној својини.

## Међународни правни оквир - Европска повеља о локалној самоуправи
Европска повеља о локалној самоуправи, усвојена 15. октобра 1985. године од стране Савета Европе, је први међународни уговор у области локалне самоуправе, обавезујући за државе чланице које су га ратификовале. Повеља утврђује принципе и стандарде заштите права локалних самоуправа и захтева од држава да ускладе своје законодавство и праксу са њима. Она афирмише улогу локалних самоуправа као први ниво демократије у друштву.
Основни принципи Повеље су:
Гаранције локалне самоуправе – принцип локалне самоуправе мора бити унет у домаће законодавство и у устав како би се гарантовала ефективна примена. Такође, утврђује принципе демократског функционисања заједница: право на управљање локалним пословима у интересу грађана, одговорност изабраних тела и органа локалне самоуправе за вршење послова у интересу грађана, јавни послови треба да буду првенствено обављани од стране оних власти које су најближе грађанима.
Гаранције самосталности изабраних представника  - Услови мандата локално изабраних представника морају осигурати да су они у могућности да слободно обављају своје функције у границама локалне самоуправе. Они морају бити у стању да одреде своје административне структуре како би их прилагодили својим потребама и ефикасном управљању. Услови обављања послова запослених морају бити такви да омогућују запошљавања компетентног особља, на основу заслуга и компетентности; овоме треба додати одговарајуће могућности обуке, накнада и каријерног напредовања.
Довољност ресурса за извршавања задатака - Повеља је први споразум којим се утврђује принцип преноса надлежности на локалне заједнице, који мора бити праћен и преносом финансијских средстава. Овај принцип, 
познат као принцип супсидијарности, омогућава децентрализацију власти према нивоу који је најближи грађанину.
Заштита локалне самоуправе - Повеља успоставља низ мера за заштиту права локалних заједница. На пример, границе се не могу мењати без сагласности заједнице и надзор над активностима локалних власти мора бити дефинисан законом, уз могућност обраћања суду. Свих 47 држава чланица Савета Европе ратификовало Повељу. 
Додатни протокол о праву учешћа у јавном животу је усвојен 2009. године као додатак тексту Повеље са циљем да свака особа учествује у пословима локалних власти, принципу који је уткан у Преамбулу Повеље. 
Конгрес локалних и регионалних власти Савета Европе је тело које окупља изабране представнике локалног и регионалног нивоа земаља чланица и има улогу да се стара о томе да принципи Повеље буду посматрани кроз систематски мониторинг и регуларан дијалог са владама земаља чланица. Овај дијалог је пресудан за процену утицаја и примену Повеље.